# Hadia Hosny
Hadia Mohamed Hosny El Said  (* 30. Juli 1988 in Kairo; arabisch هادية محمد حسني السعيد) ist eine Badmintonspielerin aus Ägypten.

## Karriere
Bei den Olympischen Sommerspielen 2008 in Peking nahm Hadia Hosny am Badminton-Einzelturnier teil. In der ersten Runde gewann sie dabei gegen Deyanira Angulo aus Mexiko mit 2:1 Sätzen. Die anschließende Partie gegen Petya Nedelcheva aus Bulgarien verlor sie mit 0:2 Sätzen.
Bei der Weltmeisterschaft 2007 und der Weltmeisterschaft 2009 schied sie jeweils in Runde eins aus. Bei den Kenia International 2009 unterlag sie im Viertelfinale gegen Stacey Doubell aus Südafrika. 2010 gewann Hadia Hosny die Afrikameisterschaften im Dameneinzel. Mit dem Damenteam wurde sie bei derselben Veranstaltung Zweite.
Bei Olympia 2012 schied sie in der Gruppenphase aus.
2013 gewann sie gemeinsam mit Abdelrahman Kashkal das Mixed bei den Botswana International.